# Лозовий Богдан Віталійович
Богда́н Віта́лійович Лозови́й (1998—2022) — капітан ЗСУ, бортовий авіаційний технік, учасник російсько-української війни. Кавалер орден «За мужність» (посмертно).

## Біографія
Народився у 1998 році в місті Броди на Львівщині. Після закінчення школи у 2015 році вступив до Харківського національного університету Повітряних сил України імені Івана Кожедуба. Закінчив навчання у 2020 році.
Проходив службу у 16-й окремій авіаційній бриаді. Був учасником АТО та ООС. Встиг побувати у миротворчій місії Конго. З початком повномасштабного російського вторгнення в Україну. Екіпаж Лозового виконали 1000 бойових вильотів знищили велику живу сили противника.
Загинув з екіпажем на Донеччині 13 липня 2022 році під час виконання бойового завдання. Поховали у місті Броди на Львівщині.

## Сім'я
У Героя залишилися мама, тато, та брат.